# Rallye de Côte d'Ivoire 1983
Le Rallye de Côte d'Ivoire 1983 (15e Rallye Côte d'Ivoire), disputé du 25 octobre au 30 octobre 1983, est la cent-vingt-deuxième manche du championnat du monde des rallyes (WRC) courue depuis 1973, et la onzième manche du championnat du monde des conducteurs de rallyes 1983.

## Contexte avant la course

### Le championnat du monde
Ayant succédé en 1973 au championnat international des marques (en vigueur de 1970 à 1972), le championnat du monde des rallyes se dispute sur un maximum de treize manches, comprenant les plus célèbres épreuves routières internationales, telles le Rallye Monte-Carlo, le Safari ou le RAC Rally. Depuis 1979, le championnat des constructeurs a été doublé d'un championnat pilotes, ce dernier remplaçant l'éphémère Coupe des conducteurs, organisée à seulement deux reprises en 1977 et 1978. Le calendrier 1983 intègre douze manches pour l'attribution du titre de champion du monde des pilotes dont dix sélectives pour le championnat des marques (le Rallye de Suède et le Rallye de Côte d'Ivoire en étant exclus). Les épreuves sont réservées aux catégories suivantes :
- Groupe N : voitures de grande production de série, ayant au minimum quatre places, fabriquées à au moins 5000 exemplaires en douze mois consécutifs ; modifications très limitées par rapport au modèle de série (bougies, amortisseurs).
- Groupe A : voitures de tourisme de grande production, fabriquées à au moins 5000 exemplaires en douze mois consécutifs, avec possibilité de modifications des pièces d'origine ; poids minimum fonction de la cylindrée.
- Groupe B : voitures de grand tourisme, fabriquées à au moins 200 exemplaires en douze mois consécutifs, avec possibilité de modifications des pièces d'origine (extension d'homologation portant sur 10% de la production). Les élargisseurs d'aile rapportés sont interdits[2].
- En outre, les anciennes voitures des groupes 2 (tourisme spécial) et 4 (grand tourisme spécial) sont admises à participer aux manches mondiales, mais leurs résultats ne seront pas pris en compte dans le cadre du championnat[3].

Sa retentissante victoire au dernier Rallye Sanremo a permis à la Lancia de remporter le titre mondial des constructeurs ; bien que ses deux principaux pilotes, Walter Röhrl et Markku Alén, aient encore une chance de contester le titre pilotes à Hannu Mikkola, la marque italienne a fait l'impasse sur les dernières épreuves de la saison, aussi le premier pilote d'Audi est-il déjà virtuellement champion du monde. Un revirement de Lancia n'étant toutefois pas à exclure, Mikkola s'est fixé pour objectif de remporter l'épreuve ivoirienne afin de s'assurer définitivement le titre.

### L'épreuve
Organisée pour la première fois en 1969 sous le nom de Bandama (un des principaux fleuves traversant le pays), le Rallye de Côte d'Ivoire est, après le Rallye Safari, la seconde épreuve mondiale africaine du championnat du monde. Se déroulant en majeure partie sur terre, sur route ouverte, la compétition comporte une part importantes de risques, les équipages pouvant croiser au détour des pistes animaux en liberté ou tout type de véhicule et les accidents y sont nombreux. Le classement est établi sur la base des pénalités routières, les moyennes imposées sur les différents secteurs étant pratiquement irréalisables. Intégrée au calendrier du championnat du monde dès 1978, l'épreuve a souvent souri à Peugeot, qui s'y est imposé à cinq reprises.

## Le parcours
- départ : 25 octobre 1983 d'Abidjan
- arrivée : 30 octobre 1983 à Abidjan

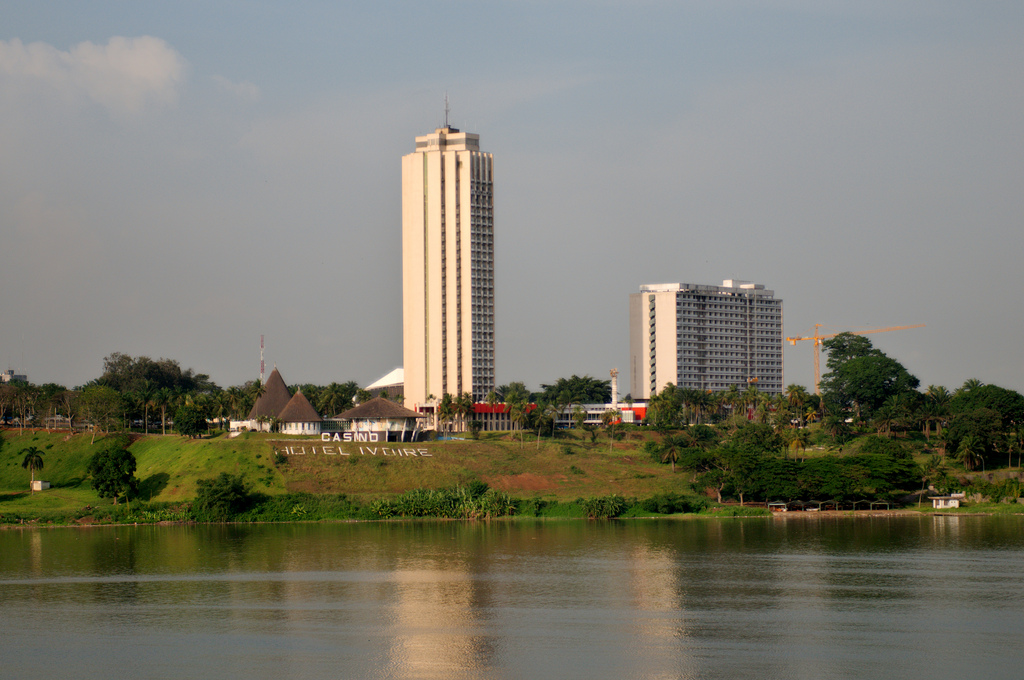
L'Hôtel Ivoire d'Abidjan, point de départ du rallye.

- distance : 4 622 km (4682 km initialement prévus)
- surface : terre (83%) et asphalte (17%)
- Parcours divisé en cinq étapes, comprenant 54 secteurs de liaison, soient 64 contrôles horaires[4] (C.H.)

### Première étape
- Abidjan - Alépé - Laoguié - Yamoussoukro, du 25 au 26 octobre
- distance : 578 km
- 7 secteurs de liaison (8 contrôles horaires)

### Deuxième étape
- Yamoussoukro - Daoukro - Bondoukou - Dimbokro - Yamoussoukro, du 27 au 28 octobre
- distance : 1 193 km
- 14 secteurs de liaison (15 contrôles horaires)

### Troisième étape
- Yamoussoukro - Gouessesso - Yamoussoukro, le 28 octobre
- distance : 1 194 km (1254 km initialement prévus)
- 16 secteurs de liaison (17 contrôles horaires)

### Quatrième étape
- Yamoussoukro - San-Pédro - Taï - San-Pédro, le 29 octobre
- distance : 1 064 km
- 9 secteurs de liaison (10 contrôles horaires)

### Cinquième étape
- San-Pédro - Abidjan, le 30 octobre
- distance : 593 km
- 8 secteurs de liaison (9 contrôles horaires)

## Les forces en présence
- Audi

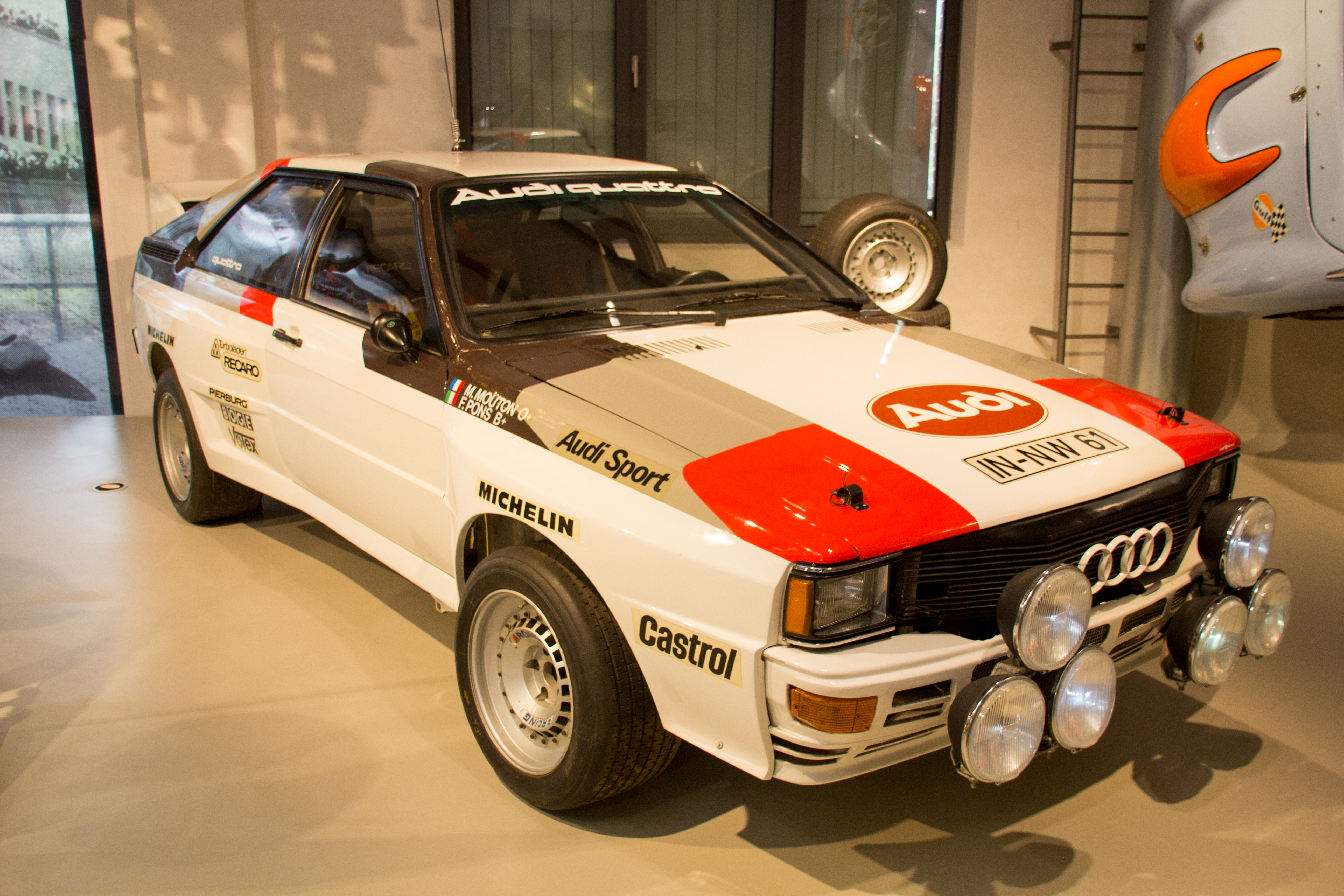
Deux Audi Quattro groupe B seront au départ.

Audi Sport a engagé deux Quattro A2 groupe B pour Hannu Mikkola et Lasse Lampi. Spécialement préparés pour l'épreuve africaine, ces coupés pèsent 1100 kg. Dotés d'une transmission intégrale, ils sont équipés d'un moteur cinq cylindres vingt soupapes de 2109 cm3 à injection Bosch, suralimenté par un turbocompresseur KKK. Pour améliorer la fiabilité, la pression du turbo a été abaissée à 1,4 bars, pour une puissance maximale étant de l'ordre de 320 chevaux. Les Audi utilisent des pneus Michelin. L'équipe allemande a en outre préparé deux autres voitures identiques, servant de véhicules d'assistance rapide ; elles sont aux mains du directeur sportif Roland Gumpert et du pilote américain John Buffum. Engagé à titre privé, le pilote local Adolphe Choteau dispose d'une Quattro A1 groupe 4 développant 230 chevaux, préparée par Konrad Schmidt Motorsport.
- Toyota

Le Toyota Team Europe a inscrit trois de ses nouvelles Celica TCT groupe B, apparues au Rallye des 1000 lacs. Elles sont confiées à Björn Waldegård, Per Eklund et Juha Kankkunen. La marque japonaise a particulièrement soigné la préparation du rallye, trois séances de reconnaissance ayant été effectuées depuis juillet. Ces coupés Celica ont été renforcés et munis de suspensions à grand débattement adaptées aux pistes africaines. De conception classique, ils pèsent 1100 kg et sont équipés d'un moteur quatre cylindres de 2090 cm3, avec injection électronique Nippondenso et turbocompresseur KKK. Avec 1,5 bars de pression de suralimentation, leur puissance est de 300 chevaux à 8500 tr/min. Les Toyota sont chaussées de pneus Pirelli. Au côté des voitures officielles, le pilote libanais Samir Assef dispose d'une ancienne Celica GT groupe 4, d'une puissance de 210 chevaux.
- Peugeot

Peugeot Nigéria a préparé une Peugeot 505 groupe A (1300 kg, moteur quatre cylindres deux litres, 140 chevaux), confiée au pilote franco-ivoirien Alain Ambrosino. Il utilise des pneus Michelin.
- Mitsubishi

Le pilote local Eugène Salim s'aligne sur une Lancer Turbo groupe B (moteur quatre cylindres seize soupapes turbocompressé de deux litres de cylindrée, plus de 250 chevaux).

## Déroulement de la course

### Première étape
Les cinquante équipages s'élancent d'Abidjan le mardi soir. Malgré un début de parcours facile, sur asphalte, neuf concurrents ne parviennent pas à rallier Alépé. Le premier tronçon sur terre s'avère délicat, et aucun pilote ne parvient à le parcourir dans le temps imparti. Le plus rapide est Björn Waldegård, qui concède vingt-six minutes de pénalisation ; la Toyota du Suédois prend la tête de la course, avec seulement une minute d'avance sur celle de son coéquipier Per Eklund et sur les Audi d'Hannu Mikkola et de Lasse Lampi. Retardée par des problèmes d'alternateur, la Toyota de Juha Kankkunen occupe la trentième et dernière place, alors que depuis le départ vingt voitures ont déjà été éliminées. Mikkola s'empare de la première place dans le secteur suivant, mais à mi-étape Waldegård a rattrapé son adversaire. Les deux champions ont adopté un rythme identique, et à l'arrivée au parc fermé de Yamoussoukro, au cœur de la nuit, deux minutes seulement les séparent, l'Audi précédant la Toyota. Derri`re, Eklund et Lampi sont à plus de vingt minutes alors que Kankunnen a perdu plusieurs heures à cause de son alternateur hors d'usage. Il parvient à terminer l'étape, mais, hors délai, se voit éliminé. Il ne reste plus que dix-sept voitures en course.
| Pos. | Pilote          | Copilote         | Voiture                     | Groupe | Pénalisations | Écart    |
| ---- | --------------- | ---------------- | --------------------------- | ------ | ------------- | -------- |
| 1    | Hannu Mikkola   | Arne Hertz       | Audi Quattro A2             | B      | 55 min        |          |
| 2    | Björn Waldegård | Hans Thorszelius | Toyota Celica Twincam Turbo | B      | 57 min        | + 2 min  |
| 3    | Per Eklund      | Ragnar Spjuth    | Toyota Celica Twincam Turbo | B      | 1 h 17 min    | + 22 min |
| 4    | Lasse Lampi     | Otto Harsch      | Audi Quattro A2             | B      | 1 h 23 min    | + 28 min |
| 5    | Samir Assef     | Solange Barrault | Toyota Celica 2000 GT       | 4      | 1 h 29 min    | + 34 min |
| 6    | Alain Ambrosino | Daniel Le Saux   | Peugeot 505                 | A      |               |          |

### Deuxième étape
Les concurrents repartent le jeudi soir, après une journée de repos, en direction de la frontière ghanéenne. Mikkola et Waldegård vont occuper à tour de rôle le commandement. La lutte reste serré entre les deux hommes jusqu'au moment où, à la sortie d'une courbe à l'entrée de M’batto, Mikkola (qui ouvre la route) se trouve face à un barrage de troncs d'arbres qu'il ne peut éviter ; survenu à 120 km/h, le choc endommage le train avant et les suspensions de l'Audi. Remplaçant les pneus éclatés, l'équipage parvient à rejoindre l'assistance où la voiture est tant bien que mal réparée, les suspensions et le châssis restant toutefois tordus. Parti trois minutes derrière l'Audi, Waldegård va également heurter les billes de bois, moins vite cependant, n'endommageant que légèrement la suspension avant de sa Toyota. Le Suédois prend le contrôle de la course, son adversaire ayant perdu plus d'une demi-heure sur lui à la suite de cet incident. Le reste du parcours se déroule sans incident notable, Waldegård regagnant Yamoussoukro avec trente-quatre minutes d'avance sur Mikkola et près d'une heure sur Eklund. Quatrième sur son ancien coupé Celica, Samir Assef est en tête du groupe 4 alors que la Peugeot 505 d'Alain Ambrosino, cinquième, domine nettement le groupe A. Alors quatrième. Lampi a volontairement abandonné, dans le but de servir d'assistance rapide à son coéquipier Mikkola. Seulement onze voitures sont encore en course.
| Pos. | Pilote           | Copilote             | Voiture                     | Groupe | Pénalisations | Écart        |
| ---- | ---------------- | -------------------- | --------------------------- | ------ | ------------- | ------------ |
| 1    | Björn Waldegård  | Hans Thorszelius     | Toyota Celica Twincam Turbo | B      | 2 h 41 min    |              |
| 2    | Hannu Mikkola    | Arne Hertz           | Audi Quattro A2             | B      | 3 h 14 min    | + 33 min     |
| 3    | Per Eklund       | Ragnar Spjuth        | Toyota Celica Twincam Turbo | B      | 3 h 36 min    | + 55 min     |
| 4    | Samir Assef      | Solange Barrault     | Toyota Celica 2000 GT       | 4      | 4 h 14 min    | + 1 h 33 min |
| 5    | Alain Ambrosino  | Daniel Le Saux       | Peugeot 505                 | A      | 6 h 24 min    | + 2 h 37 min |
| 6    | Eugène Salim     | Clément Konan        | Mitsubishi Lancer Turbo     | B      | 7 h 02 min    | + 4 h 21 min |
| 7    | Francis Gallardo | M. Bernier           | Nissan Bluebird Turbo       | A      | 9 h 21 min    | + 6 h 40 min |
| 8    | Michel Molinié   | Marc Molinié         | Nissan 160J                 | 2      | 9 h 49 min    | + 7 h 08 min |
| 9    | Adolphe Choteau  | Jean-Pierre Claverie | Audi Quattro A1             | 4      | 9 h 58 min    | + 7 h 17 min |
| 10   | Claude Thibault  | Elizabeth Clave      | Mitsubishi Colt Lancer      | 2      | 10 h 01 min   | + 7 h 20 min |

### Troisième étape
Les équipages s'élancent de Yamoussoukro le vendredi matin, en direction de l'ouest du pays. Le parcours initial a été légèrement modifié à cause du mauvais état de la piste dans la région de Man, l'itinéraire de remplacement empruntant une route goudronnée dans cette région. La majeure partie de la journée se déroule sans incident notable hormis quelques crevaisons qui ne modifient pas le classement. Waldegård contrôle son avance sur Mikkola mais en fin d'étape, lors du retour vers Yamoussoukro, les fixations du pont arrière de sa Toyota cèdent et une roue se détache de la voiture et dévale la route, heurtant une fillette qui succombera à ses blessures quelques heures plus tard. Ignorant du drame qui s'est déroulé, l'équipage parvient à rejoindre sur trois roues le point d'assistance, où la réparation va prendre plus d'une demi-heure. Mikkola reprend le commandement du rallye, qu'il conserve jusqu'à l'arrivée au parc fermé, Waldegård, deuxième, accusant un retard de douze minutes sur le Finlandais. Eklund a effectué une petite sortie de route qui a endommagé son système de freinage. Il conserve la troisième place, mais pointe désormais à plus d'une heure de l'Audi de tête. Aucun abandon n'est survenu au cours de cette étape.
| Pos. | Pilote           | Copilote             | Voiture                     | Groupe | Pénalisations | Écart         |
| ---- | ---------------- | -------------------- | --------------------------- | ------ | ------------- | ------------- |
| 1    | Hannu Mikkola    | Arne Hertz           | Audi Quattro A2             | B      | 3 h 47 min    |               |
| 2    | Björn Waldegård  | Hans Thorszelius     | Toyota Celica Twincam Turbo | B      | 3 h 59 min    | + 12 min      |
| 3    | Per Eklund       | Ragnar Spjuth        | Toyota Celica Twincam Turbo | B      | 4 h 49 min    | + 1 h 02 min  |
| 4    | Samir Assef      | Solange Barrault     | Toyota Celica 2000 GT       | 4      | 5 h 57 min    | + 2 h 10 min  |
| 5    | Alain Ambrosino  | Daniel Le Saux       | Peugeot 505                 | A      | 9 h 19 min    | + 5 h 32 min  |
| 6    | Eugène Salim     | Clément Konan        | Mitsubishi Lancer Turbo     | B      | 10 h 02 min   | + 6 h 15 min  |
| 7    | Francis Gallardo | M. Bernier           | Nissan Bluebird Turbo       | A      | 13 h 10 min   | + 9 h 23 min  |
| 8    | Adolphe Choteau  | Jean-Pierre Claverie | Audi Quattro A1             | 4      | 13 h 38 min   | + 9 h 51 min  |
| 9    | Michel Molinié   | Marc Molinié         | Nissan 160J                 | 2      | 14 h 02 min   | + 10 h 15 min |
| 10   | Claude Thibault  | Elizabeth Clave      | Mitsubishi Colt Lancer      | 2      | 16 h 49 min   | + 13 h 02 min |

### Quatrième étape
Le départ de la quatrième étape est donné de nuit, le samedi. Waldegård se lance à la poursuite de Mikkola mais au petit matin, avant d'aborder la forêt de Taï, l'écart entre les deux favoris n'a pratiquement pas diminué. Malgré une touchette dans la partie forestière, où la pluie a rendu les pistes glissantes, Mikkola va conserver la tête jusqu'au parc fermé de San-Pédro, avec encore sept minutes d'avance sur son rival. Après l'abandon de deux équipages locaux, il ne reste plus que neuf voitures en course.
| Pos. | Pilote          | Copilote         | Voiture                     | Groupe | Pénalisations | Écart         |
| ---- | --------------- | ---------------- | --------------------------- | ------ | ------------- | ------------- |
| 1    | Hannu Mikkola   | Arne Hertz       | Audi Quattro A2             | B      | 4 h 41 min    |               |
| 2    | Björn Waldegård | Hans Thorszelius | Toyota Celica Twincam Turbo | B      | 4 h 48 min    | + 7 min       |
| 3    | Per Eklund      | Ragnar Spjuth    | Toyota Celica Twincam Turbo | B      | 6 h 00 min    | + 1 h 19 min  |
| 4    | Samir Assef     | Solange Barrault | Toyota Celica 2000 GT       | 4      | 10 h 34 min   | + 5 h 53 min  |
| 5    | Alain Ambrosino | Daniel Le Saux   | Peugeot 505                 | A      | 12 h 43 min   | + 8 h 02 min  |
| 6    | Eugène Salim    | Clément Konan    | Mitsubishi Lancer Turbo     | B      | 14 h 23 min   | + 9 h 42 min  |
| 7    | Michel Molinié  | Marc Molinié     | Nissan 160J                 | 2      | 20 h 05 min   | + 15 h 24 min |
| 8    | Claude Thibault | Elizabeth Clave  | Mitsubishi Colt Lancer      | 2      | 20 h 44 min   | + 16 h 03 min |

### Cinquième étape
Le retour sur Abidjan a lieu de nuit, le dimanche matin. L'équipe Toyota joue le tout pour le tout en allégeant la voiture de Waldegård (toutes les pièces de rechange ont été transférées dans la voiture d'Eklund) et en augmentant la pression de suralimentation de son moteur, portant la puissance maximale à 370 chevaux. Le pilote suédois attaque à fond et, sur le premier secteur, reprend quatre minutes à Mikkola. Celui-ci tente de résister mais, dans le tronçon suivant, il sort trop large d'un virage et endommage la suspension arrière de son Audi.  La réparation va lui coûter plus d'un quart d'heure et toute chance de victoire. Waldegård n'a plus qu'à gérer son avance jusque l'arrivée, s'imposant pour la seconde fois de sa carrière en Côte d'Ivoire. Avec onze minutes de retard, Mikkola termine à la deuxième place, un résultat suffisant pour lui assurer virtuellement le titre mondial (seule une victoire de Walter Röhrl en Grande-Bretagne pourrait encore priver le Finlandais de la première place au championnat, mais le pilote allemand ne participera pas à la dernière épreuve de la saison). Troisième, Eklund complète le succès de Toyota tandis que le pilote indépendant Assef, quatrième, s'impose en groupe 4 et qu'Ambrosino, cinquième, remporte le groupe A.

### Classement général

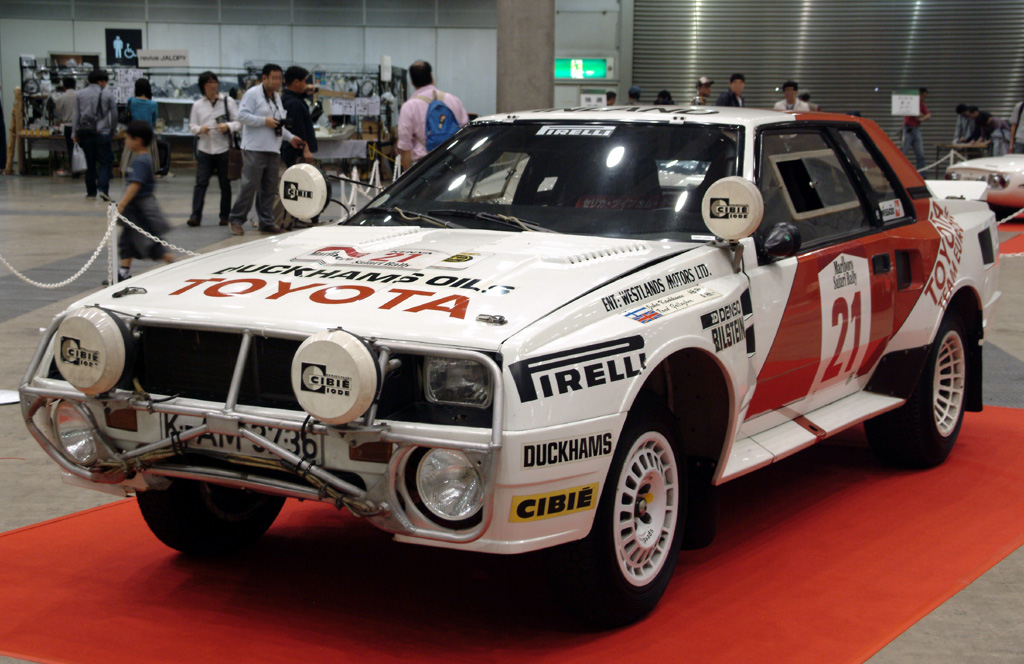
Première victoire en championnat du monde pour la Toyota Celica TCT, aux mains de Björn Waldegård.

| Pos | No | Pilote          | Copilote         | Voiture                     | Pénalisations | Écart         | Groupe |
| --- | -- | --------------- | ---------------- | --------------------------- | ------------- | ------------- | ------ |
| 1   | 3  | Björn Waldegård | Hans Thorszelius | Toyota Celica Twincam Turbo | 5 h 18 min    |               | B      |
| 2   | 1  | Hannu Mikkola   | Arne Hertz       | Audi Quattro A2             | 5 h 29 min    | + 11 min      | B      |
| 3   | 4  | Per Eklund      | Ragnar Spjuth    | Toyota Celica Twincam Turbo | 6 h 58 min    | + 1 h 40 min  | B      |
| 4   | 10 | Samir Assef     | Solange Barrault | Toyota Celica 2000 GT       | 12 h 09 min   | + 6 h 51 min  | 4      |
| 5   | 7  | Alain Ambrosino | Daniel Le Saux   | Peugeot 505                 | 14 h 22 min   | + 9 h 04 min  | A      |
| 6   | 5  | Eugène Salim    | Clément Konan    | Mitsubishi Lancer Turbo     | 16 h 08 min   | + 10 h 50 min | B      |
| 7   | 46 | Claude Thibault | Elizabeth Clave  | Mitsubishi Colt Lancer      | 23 h 02 min   | + 17 h 44 min | 2      |
| 8   | 12 | Michel Molinié  | Marc Molinié     | Nissan 160J                 | 23 h 10 min   | + 17 h 52 min | 2      |

### Équipages de tête
- jusqu'au C.H. n°1, 27 équipages sans pénalité routière
- Björn Waldegård -  Hans Thorszelius (Toyota Celica Twincam Turbo) : C.H. n°2
- Hannu Mikkola -  Arne Hertz (Audi Quattro A2) : C.H. n°3
- Hannu Mikkola -  Arne Hertz (Audi Quattro A2) &  Björn Waldegård -  Hans Thorszelius (Toyota Celica Twincam Turbo) : C.H. n°4
- Hannu Mikkola -  Arne Hertz (Audi Quattro A2) : du C.H. n°5 au C.H. n°11
- Björn Waldegård -  Hans Thorszelius (Toyota Celica Twincam Turbo) : du C.H. n°12 au C.H. n°16
- Björn Waldegård -  Hans Thorszelius (Toyota Celica Twincam Turbo)  & Hannu Mikkola -  Arne Hertz (Audi Quattro A2) : du C.H. n°17 au C.H. n°18
- Hannu Mikkola -  Arne Hertz (Audi Quattro A2) : du C.H. n°19 au C.H. n°20
- Hannu Mikkola -  Arne Hertz (Audi Quattro A2) &  Björn Waldegård -  Hans Thorszelius (Toyota Celica Twincam Turbo) : C.H. n°21
- Björn Waldegård -  Hans Thorszelius (Toyota Celica Twincam Turbo) : du C.H. n°22 au C.H. n°43
- Hannu Mikkola -  Arne Hertz (Audi Quattro A2) : du C.H. n°44 au C.H. n°58
- Björn Waldegård -  Hans Thorszelius (Toyota Celica Twincam Turbo) : du C.H. n°59 au C.H. n°64

## Résultats des principaux engagés
| No | Pilote           | Copilote             | Voiture                     | Groupe | Classement général                        | Class. groupe |
| -- | ---------------- | -------------------- | --------------------------- | ------ | ----------------------------------------- | ------------- |
| 1  | Hannu Mikkola    | Arne Hertz           | Audi Quattro A2             | B      | 2e à 11 min                               | 2e            |
| 2  | Lasse Lampi      | Otto Harsch          | Audi Quattro A2             | B      | ab. dans la 2e étape (retrait volontaire) | -             |
| 3  | Björn Waldegård  | Hans Thorszelius     | Toyota Celica Twincam Turbo | B      | 1er                                       | 1er           |
| 4  | Per Eklund       | Ragnar Spjuth        | Toyota Celica Twincam Turbo | B      | 3e à 1 h 40 min                           | 3e            |
| 5  | Eugène Salim     | Clément Konan        | Mitsubishi Lancer Turbo     | B      | 6e à 10 h 50 min                          | 4e            |
| 6  | Juha Kankkunen   | Dave Whittock        | Toyota Celica Twincam Turbo | B      | ab. dans la 1re étape (hors délai)        | -             |
| 7  | Alain Ambrosino  | Daniel Le Saux       | Peugeot 505                 | A      | 5e à 9 h 04 min                           | 1er           |
| 9  | Jacques Durieu   | Pierre Tastet        | Toyota Celica 2000 GT       | 4      | ab. dans la 2e étape (demi-arbre)         | -             |
| 10 | Samir Assef      | Solange Barrault     | Toyota Celica 2000 GT       | 4      | 4e à 6 h 51 min                           | 1er           |
| 11 | Adolphe Choteau  | Jean-Pierre Claverie | Audi Quattro A1             | 4      | ab. dans la 4e étape (transmission)       | -             |
| 12 | Michel Molinié   | Marc Molinié         | Nissan 160J                 | 2      | 8e à 17 h 52 min                          | 2e            |
| 27 | Francis Gallardo | M. Bernier           | Nissan Bluebird Turbo       | A      | ab. dans la 4e étape                      | -             |
| 46 | Claude Thibault  | Elizabeth Clave      | Mitsubishi Colt Lancer      | 2      | 7e à 17 h 44 min                          | 1er           |

## Classement du championnat des conducteurs à l'issue de la course
- Attribution des points : 20, 15, 12, 10, 8, 6, 4, 3, 2, 1 respectivement aux dix premiers de chaque épreuve.
- Seuls les sept meilleurs résultats (sur douze épreuves) sont retenus pour le décompte final des points. Autorisés à participer, les pilotes courant sur des voitures des groupes 2 et 4 ne sont pas éligibles aux points.

| Pos. | Pilote             | Marque        | Points | M-C | SUE | POR | SAF | COR | ACR | NZ | ARG | FIN | SAN | CIV | RAC |
| ---- | ------------------ | ------------- | ------ | --- | --- | --- | --- | --- | --- | -- | --- | --- | --- | --- | --- |
| 1    | Hannu Mikkola      | Audi          | 120    | 10  | 20  | 20  | 15  | -   | -   | -  | 20  | 20  | -   | 15  |     |
| 2    | Walter Röhrl       | Lancia        | 102    | 20  | -   | 12  | -   | 15  | 20  | 20 | -   | -   | 15  | -   |     |
| 3    | Markku Alén        | Lancia        | 100    | 15  | -   | 10  | -   | 20  | 15  | -  | 8   | 12  | 20  | -   |     |
| 4    | Stig Blomqvist     | Audi          | 69     | 12  | 15  | -   | -   | -   | 12  | -  | 15  | 15  | -   | -   |     |
| 5    | Michèle Mouton     | Audi          | 53     | -   | 10  | 15  | 12  | -   | -   | -  | 12  | -   | 4   | -   |     |
| 6    | Ari Vatanen        | Opel          | 44     | 8   | 6   | -   | 20  | -   | 10  | -  | -   | -   | -   | -   |     |
| 7    | Attilio Bettega    | Lancia        | 42     | -   | -   | -   | -   | 10  | 8   | 12 | -   | -   | 12  | -   |     |
| 8    | Shekhar Mehta      | Nissan, Audi¹ | 26     | -   | -   | -   | -   | -   | 6   | 10 | 10¹ | -   | -   | -   |     |
| 9    | Per Eklund         | Audi, Toyota¹ | 22     | -   | -   | -   | -   | -   | -   | -  | -   | 10  | -   | 12¹ |     |
| 10   | Björn Waldegård    | Toyota        | 20     | -   | -   | -   | -   | -   | -   | -  | -   | -   | -   | 20  |     |
| 10=  | Adartico Vudafieri | Lancia        | 20     | -   | -   | 8   | -   | 12  | -   | -  | -   | -   | -   | -   |     |
| 12   | Timo Salonen       | Nissan        | 18     | -   | -   | -   | -   | -   | -   | 15 | -   | 3   | -   | -   |     |
| 13   | Lasse Lampi        | Audi          | 16     | -   | 12  | -   | -   | -   | -   | -  | -   | 4   | -   | -   |     |
| 13=  | Henri Toivonen     | Opel          | 16     | 6   | -   | -   | -   | -   | -   | -  | -   | -   | 10  | -   |     |
| 15   | Jayant Shah        | Nissan        | 10     | -   | -   | -   | 10  | -   | -   | -  | -   | -   | -   | -   |     |
| 15=  | Alain Ambrosino    | Peugeot       | 10     | -   | -   | -   | -   | -   | -   | -  | -   | -   | -   | 10  |     |
| 17   | Bruno Saby         | Renault       | 9      | 1   | -   | -   | -   | 8   | -   | -  | -   | -   | -   | -   |     |
| 18   | Kalle Grundel      | Volkswagen    | 8      | -   | 8   | -   | -   | -   | -   | -  | -   | -   | -   | -   |     |
| 18=  | Johnny Hellier     | Peugeot       | 8      | -   | -   | -   | 8   | -   | -   | -  | -   | -   | -   | -   |     |
| 18=  | Reg Cook           | Nissan        | 8      | -   | -   | -   | -   | -   | -   | 8  | -   | -   | -   | -   |     |
| 18=  | Pentti Airikkala   | Lancia        | 8      | -   | -   | -   | -   | -   | -   | -  | -   | 8   | -   | -   |     |
| 18=  | Miki Biasion       | Lancia        | 8      | -   | -   | -   | -   | -   | -   | -  | -   | -   | 8   | -   |     |
| 18=  | Eugène Salim       | Mitsubishi    | 8      | -   | -   | -   | -   | -   | -   | -  | -   | -   | -   | 8   |     |
| 18=  | Franz Wittmann     | Audi          | 8      | -   | -   | 4   | -   | -   | 4   | -  | -   | -   | -   | -   |     |